# Suurpea
Suurpea est un village de la paroisse de Kuusalu dans le nord de la région de Harju en Estonie ; il est situé sur la péninsule de Pärispea.
Le recensement de population fait état d'un exode massif hors du village :
- 1974 : 481
- 2000 : 176
- 2009 : 163 (1.1.2012)[1][pas clair]
- 2012 : 131[1]

Trois lignes d'autocars y passent : les lignes 151, 152 et 155e[pas clair].